# Lomanotus genei
Lomanotus genei is een slakkensoort uit de familie van de Lomanotidae. De wetenschappelijke naam van de soort is voor het eerst geldig gepubliceerd in 1846 door Vérany.